# Val Quentin (Alberta)
Val Quentin est un village d'été (summer village) du Comté de Lac Sainte-Anne, situé dans la province canadienne d'Alberta.

## Démographie
En tant que localité désignée dans le recensement de 2011, Val Quentin a une population de 157 habitants dans 77 de ses 179 logements, soit une variation de -13,3 % avec la population de 2006. Avec une superficie de 0,300 5 km2, le village d'été possède une densité de population de 522,462 6 hab/km2 en 2011.
Concernant le recensement de 2006, Val Quentin abritait 181 habitants dans 82 de ses 104 logements. Avec une superficie de 0,300 5 km2, le village d'été possédait une densité de population de 602,3 hab/km2 en 2006.
| 2001 | 2006 | 2011 | 2016 |
| ---- | ---- | ---- | ---- |
| 143  | 181  | 157  | 252  |